# Bill Cosby Talks to Kids About Drugs
Bill Cosby Talks to Kids About Drugs è un album discografico dell'attore comico statunitense Bill Cosby pubblicato nel 1971 dalla Uni Records (etichetta sussidiaria della MCA Records).

## Il disco
Contrariamente alla maggior parte dei dischi di Bill Cosby, Bill Cosby Talks to Kids About Drugs (in italiano "Bill Cosby parla ai ragazzi delle droghe") non è un album parlato prettamente comico, ma piuttosto un disco a scopo didattico inteso per i bambini in modo da insegnare loro come difendersi dai pericoli delle droghe. Le tracce sull'album sono in parte canzoni e in parte pezzi solo parlati. L'album vinse il Grammy Award nel 1972 come "Miglior album di musica per bambini".
Sulla copertina dell'album era presente un adesivo con la scritta recante l'avviso che "parte dei profitti ricavati dalle vendite del disco sarebbero stati devoluti al National Coordination Council on Drug Education di Washington". Ormai fuori catalogo da decenni, l'album è stato per breve tempo disponibile per lo scaricamento gratuito sul sito Waxy.org. I legali di Cosby sono però riusciti a far rimuovere il download grazie all'invio di una lettera di diffida.

## Tracce
1. Introduction - Downers And Uppers
2. Questions and Answers
3. Dope Pusher
4. Bill Talks About Hard Drugs
5. I Found a Way Out
6. Order In The Classroom
7. People Make Mistakes
8. I Know I Can Handle It
9. Bill Talks About Pushers
10. Captain Junkie
11. Bill and the Kids Sing / Closing